# 磺胺氯哒嗪
磺胺氯哒嗪是一种有机化合物，化学式为C10H9ClN4O2S，是家禽养殖中使用的磺胺类抗生素药物。它可以在黑土中吸附，且酸化黑土中吸附能力更强。